# 謝尼伊夫
50°24′14″N 28°53′30″E / 50.40389°N 28.89167°E
謝尼伊夫（烏克蘭語：Щеніїв）是烏克蘭北部的村莊，隸屬日托米爾州的日托米爾區。該村始建於1629年，面積1.4平方公里，海拔高度189米，2001年人口256，人口密度每平方公里183.51人。